# Vernon Norwood
Vernon Norwood (Nova Orleans, 10 de abril de 1993) é um velocista norte-americano, campeão olímpico e mundial nos 400 m rasos.
Nos Jogos Olímpicos de Verão de 2020, conquistou a medalha de ouro na prova de revezamento 4x400 m com o tempo de 2:55.70, ao lado de Michael Cherry, Michael Norman, Bryce Deadmon, Rai Benjamin, Randolph Ross e Trevor Stewart.
Em Paris 2024 conquistou sua segunda medalha de ouro olímpica, também no 4x400 m, ao lado de Bryce Deadmon, Christopher Bailey e Rai Benjamin e uma de prata no 4x400 m misto, com Deadmon, Shamier Little e Kaylyn Brown, que quebrou o recorde mundial desta prova nas eliminatórias.